# Ruellia panamensis
Ruellia panamensis är en akantusväxtart som först beskrevs av Gustav Lindau, och fick sitt nu gällande namn av E.A.Tripp. Ruellia panamensis ingår i släktet Ruellia och familjen akantusväxter. Inga underarter finns listade i Catalogue of Life.